# Большая (приток Мунгата)
Большая — река в России, протекает по Крапивинскому району Кемеровской области.
Устье реки находится в 16 км от устья реки Мунгат по правому берегу. Длина реки составляет 10 км.

## Данные водного реестра
По данным государственного водного реестра России, относится к Верхнеобскому бассейновому округу, водохозяйственный участок реки — Томь от города Новокузнецк до города Кемерово, речной подбассейн реки — Томь. Речной бассейн реки — (Верхняя) Обь до впадения Иртыша.